# Monticola explorator
Monticola explorator là một loài chim trong họ Muscicapidae.